# Võ Thị Thắng
Võ Thị Thắng (* 10. Dezember 1945 in Long An; † 22. August 2014 in Ho-Chi-Minh-Stadt) war eine vietnamesische Revolutionärin. Außerhalb von Vietnam ist sie am besten für ein Foto aus dem Jahr 1968 bekannt, das kurz nach der Verurteilung wegen eines versuchten Attentats zu 20 Jahren Zuchthaus durch ein südvietnamesisches Militärgericht entstand.

## Leben
Võ Thị Thắng wurde 1945 in einer patriotischen Familie geboren. Sie war das jüngste von acht Geschwistern und ihre Familienangehörigen waren Unterstützer der nordvietnamesischen Regierung. Sie wuchs in Long An auf. Sie wuchs in einer Zeit auf, die vom intensiven Kampf für die Unabhängigkeit des Landes geprägt war. Bereits als Neunjährige beteiligte sie sich an revolutionären Aktivitäten, wie der Übermittlung von Nachrichten und dem Verstecken von Kämpfern in den von ihren Eltern angelegten Geheimverstecken. Ihre Schulzeit verbrachte sie in der Gia Long Schule in Saigon, wo sie bereits als Jugendliche voll in die revolutionären Aktivitäten eingebunden war. Als sie 16 Jahre alt war, trat sie der Nationale Front für die Befreiung Südvietnam (Viet Cong) bei. Nach ihrer Verhaftung im Jahr 1968 und der darauffolgenden Haftstrafe lebte sie bis zu ihrem Tod in Ho-Chi-Minh-Stadt. Thắng trat 2007 in den Ruhestand ein und starb am 22. August 2014.

## Wirken
Võ Thị Thắng erlangte ihre Bedeutung während der vietnamesischen Revolution und wurde durch ihr charismatisches Lächeln während eines Militärgerichtsverfahrens im Jahr 1968 bekannt. Dieses Bild wurde zu einem Symbol des Widerstandes gegen die südvietnamesische Regierung und der Frauenbewegung im Kampf um die nationale Befreiung. Sie soll den Richter bei der Urteilsverkündung ausgelacht haben und gesagt haben, dass das „südvietnamesische Regime“ ihre Strafe nicht überleben wird. Das Foto ist im Volksmund als „Lächeln des Sieges“ bekannt und erfreut sich weltweiter Popularität. Sie wurde 1974 im Rahmen des Pariser Vertrages freigelassen und musste demnach nicht einmal sechs Jahre ihres Urteils absitzen.  Nach der Wiedervereinigung Vietnams im Jahr 1975 bekleidete Thắng mehrere hohe Ämter, darunter das der Vizepräsidentin der Frauenunion Vietnams und später das der Generaldirektorin der Nationalen Tourismusbehörde. Thắng war auch im kulturellen und sozialen Leben Vietnams aktiv und setzte sich insbesondere für die Förderung des Tourismus und die Verbesserung der internationalen Beziehungen Vietnams ein.

## Ehrungen
Sie erhielt zahlreiche Auszeichnungen, darunter die Unabhängigkeitsmedaille zweiter Klasse und die Arbeitsmedaille erster Klasse. Eine Grundschule in der kubanischen Hauptstadt Havanna ist nach ihr benannt.